# Cadwalader, Wickersham & Taft
Cadwalader, Wickersham & Taft LLP (conegut com a Cadwalader) és el bufet d'advocats més antic de Nova York i un dels que ha estat en actiu més anys seguits als Estats Units. L'advocat John Wells el fundà el 1792. La seu a Lower Manhattan és una de les cinc oficines que tenen en tres països. A finals del 2014 la companyia tenia uns 400 advocats.